# Territorio del Wisconsin
Il Territorio del Wisconsin fu un territorio organizzato incorporato degli Stati Uniti creato con atto del Congresso, che esistette dal 3 luglio 1836 al 29 maggio 1848, quando la parte orientale del Territorio fu ammessa all'Unione come Stato del Wisconsin. Belmont fu inizialmente scelta come capitale del Territorio, e nel 1837 il Parlamento territoriale si riunì a Burlington, a nord del fiume Shunk sul Mississippi, che divenne parte del Territorio dell'Iowa nel 1838. Sempre nel 1838 la capitale territoriale del Wisconsin fu spostata a Madison.

## Area del Territorio
Il Territorio del Wisconsin inizialmente includeva tutti gli attuali stati del Wisconsin, Minnesota e Iowa, oltre alle parti del Dakota del Nord, Dakota del Sud ad est del fiume Missouri. Molta parte del territorio era stata in origine parte del Territorio del nord-ovest, che era stato ceduto dal Regno di Gran Bretagna nel 1783. La parte che oggi si trova nell'Iowa e nei Dakota fu in origine parte dell'Acquisto della Louisiana, anche se una piccola parte era stata ceduta dalla Gran Bretagna con il trattato del 1818, e venne divisa dal Territorio del Missouri nel 1821, unendola al Territorio del Michigan nel 1834.
La porzione che era stata parte del Territorio del nord-ovest e che divenne poi lo stato del Wisconsin fu parte del Territorio dell'Indiana quando questo venne costituito nel 1800. Nel 1809 divenne parte del Territorio dell'Illinois, e quando l'Illinois divenne uno stato nel 1818, l'area venne unita al Territorio del Michigan. In seguito il Territorio del Wisconsin venne separato da quello del Michigan nel 1836, quando lo stato del Michigan si stava preparando ad entrare nell'Unione. Nel 1838 la sezione del territorio ad ovest del fiume Mississippi divenne il Territorio dell'Iowa.
Nel 1838 venne costituito il Territorio dell'Iowa, riducendo il Territorio del Wisconsin ai confini che rimasero per i successivi dieci anni; quando il Wisconsin entrò nell'Unione, il territorio fu ulteriormente ridotto fino a ricoprire l'estensione attuale.
Nel 1850, dieci anni dopo la fine del secondo grande risveglio (1790–1840), sulle 341 chiese in servizio regolare in Wisconsin, 110 erano metodiste, 64 cattoliche, 49 erano battiste, 40 presbiteriane, 37 congregazionaliste, 20 luterane, 19 episcopali e 2 riformate. Nel censimento del 1840 le 22 contee del Wisconsin riportarono i seguenti conteggi di popolazione:
| #  | Contea                   | Popolazione |
| -- | ------------------------ | ----------- |
| 1  | Milwaukee                | 5 605       |
| 2  | Iowa                     | 3 978       |
| 3  | Grant                    | 3 926       |
| 4  | Racine                   | 3 475       |
| 5  | Walworth                 | 2 611       |
| 6  | Brown                    | 2 107       |
| 7  | Rock                     | 1 701       |
| 8  | Portage                  | 1 623       |
| 9  | Crawford                 | 1 502       |
| 10 | Green                    | 933         |
| 11 | Jefferson                | 914         |
| 12 | St. Croix                | 809         |
| 13 | Washington               | 343         |
| 14 | Dane                     | 314         |
| 15 | Calumet                  | 275         |
| 16 | Manitowoc                | 235         |
| 17 | Fond du Lac              | 139         |
| 18 | Winnebago                | 135         |
| 19 | Sheboygan                | 133         |
| 20 | Sauk                     | 102         |
| 21 | Dodge                    | 67          |
| 22 | Marquette                | 18          |
|    | Territorio del Wisconsin | 30 945      |

## Storia

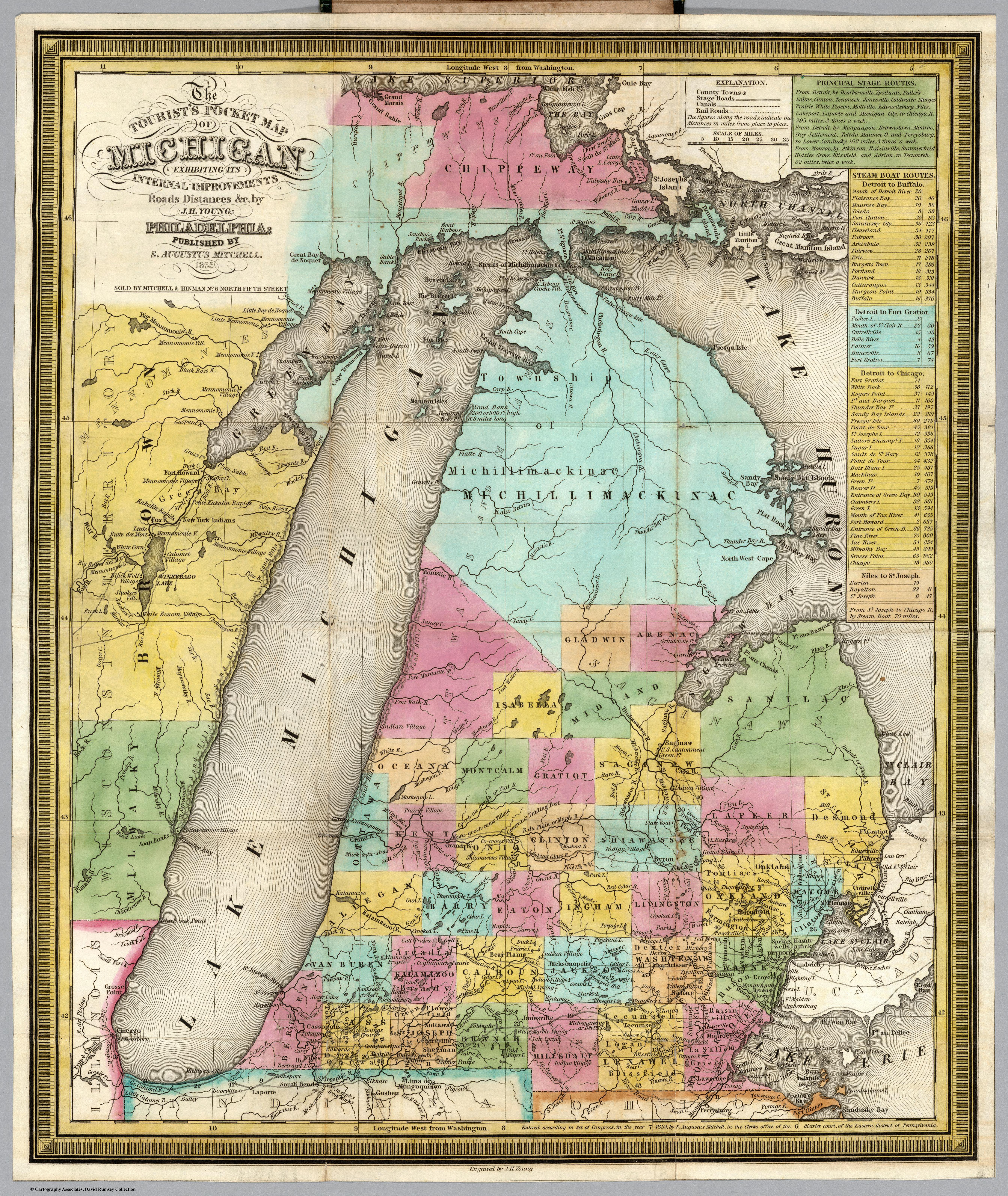
Il Territorio del Wisconsin ritratto sulla Cartina tascabile del Michigan del turista del 1835, che ritrae la Contea di Brown abitata da Menominee che si estende nella metà settentrionale del Territorio.

Vi sono incertezze nella storia della nascita del Territorio; dopo che il Congresso rifiutò la petizione del Michigan per divenire uno stato, nonostante rispettasse i termini dell'Ordinanza del nordovest, il popolo del Michigan autorizzò la sua costituzione nell'ottobre 1835 ed iniziò un periodo di auto-governo. Ciononostante, il Michigan non entrò nell'Unione fino al 26 gennaio 1837, e il Congresso non organizzò il Territorio del Wisconsin separatamente da quello del Michigan fino al 3 luglio 1836.
Sperando di garantire continuità di governo durante quel periodo, il governatore ad interim del territorio del Michigan, Stevens Mason, emise un proclama il 25 agosto 1835, che richiedeva l'elezione di un parlamento legislativo "occidentale" (il 7° Consiglio Territoriale del Michigan). Questo consiglio avrebbe dovuto riunirsi a Green Bay, il 1º gennaio 1836; tuttavia, a causa della controversia tra Michigan e Ohio sulla Striscia di Toledo, conosciuta come guerra di Toledo, il presidente Jackson rimosse Mason dall'incarico il 15 agosto 1835 e lo sostituì con John Horner. Horner emanò la sua stessa proclamazione il 9 novembre 1835, chiedendo che il consiglio si riunisse il 1º dicembre 1835, dando ai delegati meno di un mese per venire a conoscenza del cambiamento e recarsi all'incontro. Questo infastidì i delegati, che lo ignorarono e persino lo stesso Horner rifiutò alla fine di partecipare. Il Consiglio si riunì il 1º gennaio come precedentemente programmato, ma Horner, pur avendo intenzione di partecipare, venne impedito da una malattia e in assenza del governatore il consiglio non poté far altro che svolgere alcuni compiti amministrativi e cerimoniali. In cambio della concessione alla Striscia di Toledo, al Michigan venne assegnata la Penisola superiore.
Il Presidente Andrew Jackson nominò Henry Dodge governatore e Horner segretario. La prima assemblea legislativa del nuovo territorio si riunì con il governatore a Belmont nell'attuale contea di Lafayette, il 25 ottobre 1836. Nel 1837 Burlington, oggi in Iowa, divenne la seconda capitale territoriale del Territorio del Wisconsin. L'anno successivo venne creato il Territorio dell'Iowa e la capitale fu spostata a Madison.

### Wisconsin Enabling Act
Nel 1846 il Congresso approvò il Wisconsin Enabling Act, che fu il primo passo sulla strada dell'ammissione all'Unione. Il Wisconsin divenne il quinto stato creato nell'area del vecchio Territorio del nord-ovest; rappresentando l'intendo espresso dal Parlamento territoriale del Wisconsin, Morgan Lewis Martin, delegato territoriale del Wisconsin al Congresso, sostenne inizialmente che il futuro stato dovesse incorporate tutte le parti restanti del Territorio del nord-ovest originario, come definito dall'Ordinanza del nordovest del 1787.
Molti membri del Congresso pensavano che tale stato sarebbe stato troppo grande; alla fine accettarono l'opinione di Stephen A. Douglas dell'Illinois, presidente del Comitato sui Territori della Camera, secondo il quale il Congresso non era vincolato dall'Ordinanza del nordovest, e approvò una legge che permetteva la costituzione di un sesto stato nella parte rimanente del Territorio del nordovest escluso dal nuovo stato del Wisconsin. Tuttavia le successive leggi del 1847 e 1848 che costituirono un nuovo "Territorio del Minasota" furono rigettate perché il "Minasota" non contava almeno 5 000 maschi adulti necessari per lo status legale di Territorio.

### Dopo l'accesso all'Unione
Quando il Wisconsin divenne uno stato il 29 maggio 1848 non vennero presi provvedimenti per la parte di terre tra il fiume St. Croix e il Mississippi, che era stato in precedenza parte del Territorio del Wisconsin. Inoltre, quando l'Iowa divenne stato il 28 dicembre 1846, non vennero presi provvedimenti per l'organizzazione ufficiale della parte restante che aveva costituito il Territorio dell'Iowa.
Nell'estate del 1848 i residenti dell'area si organizzarono e indissero una serie di incontri; quando queste riunioni ebbero luogo, il delegato territoriale in carica al Congresso John Hubbard Tweedy rassegnò ufficialmente le dimissioni, lasciando il seggio. Il Segretario di stato John Catlin si recò a Stillwater, e in qualità di governatore ad interim del Territorio indisse una nuova elezione speciale per il seggio al Congresso, che fu ottenuto da Henry Hastings Sibley il 30 ottobre.
Quando Sibley si recò a Washington al Congresso, non venne riconosciuto immediatamente; solo dopo una lunga battaglia politica fu autorizzato a entrare in carica il 15 gennaio 1849. Per un periodo, vi furono simultaneamente al Congresso rappresentanti sia dello stato del Wisconsin che del Territorio del Wisconsin, una situazione senza precedenti. Sibley fece la sua prima mozione per costituire uno statuto necessario a fondare il Territorio del Minnesota, cosa che avvenne il 3 marzo 1849.